# 몰나르 줄러

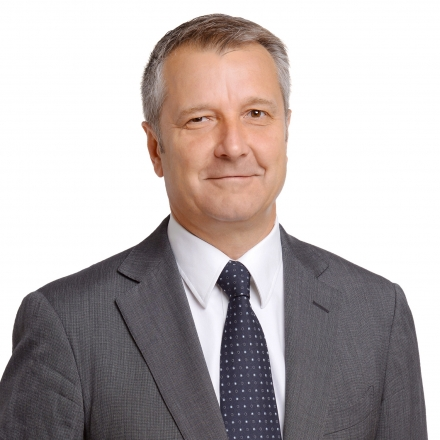
몰나르 줄러

몰나르 줄러(헝가리어: Gyula Molnár, 1961년 8월 17일 ~ )는 헝가리의 정치인으로, 2016년부터 2018년까지 헝가리 사회당의 대표 및 실질적인 야권 대표를 역임했다. 1994년부터 2010년까지 국회의원직을 역임했으며, 2002년부터 2010년까지 부다페스트 우이부더(제11구) 구청장직을 맡았다.